# Leiriope
Leiriope (altgriechisch Λειριόπη Leiriópē) oder Liriope (Λιριόπη Liriópē) ist in der griechischen Mythologie eine böotische Nymphe.
Bei Ovid wird sie von dem Flussgott Kephisos geschwängert und gebiert Narziss. Eustathios von Thessalonike nennt die Mutter des Narziss Leirioessa.